# ディシプリン (BDSM)
ディシプリン (discipline)はSMプレイにおける厳しい支配と服従関係の中で躾、懲戒、調教、懲罰といった行為・概念を示すBDSM用語。

## 概要
ディシプリンとは支配関係時間とは全く関係ない状況で行われる、性的行為ではない行為を指す。
BDSMの一種であるため、例えば、スパンキングにおいては、ラブスパはディシプリンには入らない。懲罰相手の快楽や喜びを目的とせず、その懇願をある程度無視した状態で行われる行為、又は関係性、あるいは恋人などの甘さをとりのぞいた行為、関係性の事をディシプリンと呼ぶ。
いわゆるご主人様と奴隷という関係であるが、ディシプリンという場合は日常生活からすべてにおいてその関係で保たれる場合を指すことが多い。SMプレイ中には主従関係はあってもプレイ終了時には普通の関係に戻るというようなものではなく、完全に支配的なパートナーが服従的なパートナーを支配下に置く、という概念である。そのため屋敷の主人とメイド、教師と生徒、のように主従関係が変化しない関係になぞらえることが可能であり、ロールプレイにおいても好まれるモチーフである。
日常生活そのものがSMプレイのような状況であるが、多くは支配・服従関係内の暗黙の了解を破った場合（敬語を使わなかった、命令に従わなかった、など）の懲戒が本格的なSMプレイの引き金となる。支配的なパートナーが服従的なパートナーに対し絶対服従を身をもって示させることで、支配関係を強化するプレイを行なうことが多い。

## 具体例
- 支配者を尊称で呼ばせ、逆に被支配者を屈辱的な名で呼ぶ。
- 衣服着用や食事などあらゆる自由を被支配者に認めず、支配者の命令には絶対服従を強要する。
- 何らかの技術・知識の教導を行ない、未熟な成果には体罰を含む懲戒を与える。
- 共同生活の中で、家事全般を被支配者にまかせその結果を支配者が監督し、評価を下す。
- 性的虐待、鞭打ちなどを課し、それに感謝させる。

かつては家長制度などで権威的に振舞っていた男性と女性の優位差や、傲慢にふるまう絶対王政の頃の支配者、などの行動が模倣されやすい。
ヨーロッパ、特にイギリスにおいては18～19世紀の家庭教師が厳しい体罰を用いて子女を教育してきたため、教育的ディシプリンに対するフェティシズムも存在している。